# Robert Kochanek
Robert Kochanek (ur. 21 marca 1978) – polski tancerz reprezentujący najwyższą, międzynarodową klasę taneczną „S” w tańcach latynoamerykańskich.

## Życiorys
Treningi tańca rozpoczął w 1991. Uczył się hip-hopu i tańca ludowego, ostatecznie rozpoczął regularne treningi tańca towarzyskiego. Zawodowo tańczył z Barbarą Zmarzły (1997–2000), Ewą Szary (2001–2002), Weroniką Cziczkiną (2003), Gabrielą Całun (2004), Anną Sevastianovą (2005–2006), Poliną Riabtczikową (2007), Agnieszką Pomorską (2008) i Nune Akopyan (2009). Zwyciężył w wielu prestiżowych turniejach, m.in.: „International Dance Sport Federation Lithuanian Open 2004”, „The Black Sea Championship 2004”. Zajął ósme miejsce na Mistrzostwach Centralnej Europy. Jest wielokrotnym finalistą Mistrzostw Polski. Reprezentował Polskę na międzynarodowych turniejach tańca: „Polish Open Championships”, „Bologna Open”, „Blackpool Dance Festival”, „Austrian Open Vienna” i „International Dance Festival Tropicana Cup”. 
W latach 2005–2008 występował w charakterze trenera tańca w programie rozrywkowym TVN. Taniec z gwiazdami. Wystąpił w sześciu edycjach konkursu, a jego partnerkami były aktorki: Anna Korcz, Joanna Koroniewska, Joanna Liszowska, Daria Widawska i Małgorzata Socha oraz modelka Ilona Felicjańska. W 2010 uczestniczył w programie muzycznym Polsatu Just the Two of Us. Tylko nas dwoje. W latach 2015–2016 był trenerem tańca w trzech edycjach programu rozrywkowego Polsatu Dancing with the Stars. Taniec z gwiazdami; partnerował modelce Kamili Szczawińskiej, prezenterce telewizyjnej Małgorzacie Tomaszewskiej-Słominie i aktorce Dorocie Choteckiej.
Założył szkołę tańca „Studio Tańca Robert Kochanek”. Uczestniczył w programie reality show TVN7 40 kontra 20 (2021).